# Tatikios
Tatikios o Taticius (muerto después de 1099) fue un general del Imperio bizantino durante el reinado de Alejo I Comneno. Su nombre también es recogido en las fuentes bajo las formas Tetigus, Tatizius, Tatitius, Tatic o Tetig.

## Biografía
Según las fuentes, su padre era un "sarraceno", probablemente con el significado de turco, que fue capturado por Juan Comneno y que sirvió como esclavo en Palacio. Tatikios y Alejo crecieron juntos, y es descrito por Alejo como un oikogenes (esto es, "de la misma casa").
No existen registros sobre las fechas de nacimiento y fallecimiento de Tatikios. Aunque el cargo de Gran Primicerius solía recaer en manos de un eunuco, parece que Tatikios sí que tuvo descendientes que fueron miembros de una poderosa familia aristocrática del siglo XII, incluyendo a otro general que sirvió a las órdenes de Manuel I Comneno.

## Carrera militar

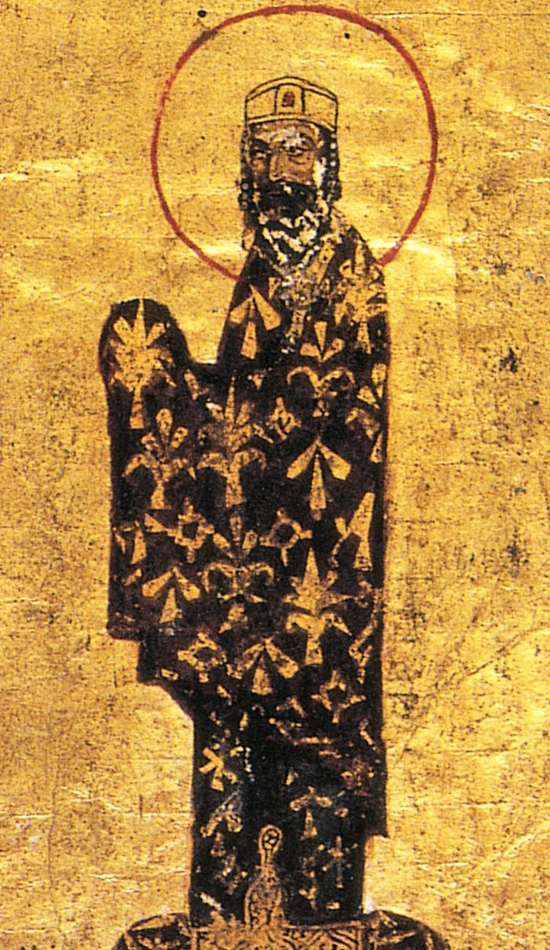
Retrato de Alejo I Comneno, procedente de un manuscrito griego de la Biblioteca Apostólica Vaticana.

En 1078, antes de que Alejo se convirtiese en emperador, Tatikios le acompañó en la batalla contra su rival Basilacius, y descubrió los planes del enemigo para tender una emboscada a Alejo. Cuando en 1081 Alejo se convirtió en el nuevo emperador, recompensó a Tatikios con el cargo de Gran Primicerius en Palacio. Más tarde dirigió a los "Turcos que viven alrededor de Ócrida", posiblemente húngaros en la batalla de Dirraquio del año 1081 contra Roberto Guiscardo.
En 1086 fue enviado a Nicea para intentar recapturar la ciudad del control de los selyúcidas, pero se vio obligado a retirarse cuando recibió las noticias del acercamiento de refuerzos selyúcidas para rescatar la ciudad. Alejo le envió de vuelta con el apoyo naval de la flota de Manuel Butumites, pero aunque fue capaz de derrotar en Bitinia a Abul-Kasim, gobernador de la ciudad, no logró tomar la ciudad. A finales de año fue llamado de vuelta para hacer frente a los pechenegos, que estaban apoyando a los herejes maniqueos en una revuelta contra Alejo en Philippopolis. En 1087 dirigió el ala izquierda del ejército bizantino en la batalla de Drista contra los pechenegos, y en 1090 derrotó a una pequeña fuerza de 300 pechenegos estando al mando del tagma de Archontopouloi.
A comienzos de 1094, Tatikios recibió el encargo de proteger la tienda de Alejo en Pentegostis, y mientras lo desempeñaba destapó un complot instigado por Nicéforo Diógenes, hijo del anterior emperador Romano IV Diógenes, para matar al emperador. Nicéforo era un viejo amigo de Alejo y de Tatikios, y Alejo era reticente a imponerle un duro castigo, si bien estaba claro que Nicéforo ambicionaba el trono imperial. Fue exiliado y, eventualmente, cegado. Más tarde ese año, Tatikios concurrió al sínodo de Blachernae, en el que el obispo León de Calcedonia fue condenado.
En 1095 Tatikios acompañó a Alejo en la campaña contra los cumanos, y en 1096 defendió Constantinopla del ataque de los peregrinos que fueron aproximándose a la ciudad para iniciar la Primera Cruzada. En 1097 Alejo le envió junto con Tzitas y 2000 peltastas para ayudar a los cruzados en el asedio de Nicea. Alberto de Aquisgrán, cronista de los cruzados, dice que actuó como emisario entre los turcos y los cruzados, pero según Ana Comnena, que se considera una fuente más fiable, estaba trabajando para negociar la rendición de la ciudad a los bizantinos sin el conocimiento de los cruzados. Esto supuso un duro golpe para las relaciones diplomáticas entre latinos y griegos.

Mapa de Asia Menor en 1097.

Tras la caída de Nicea en manos de los bizantinos, Tatikios recibió órdenes de acompañar a los cruzados a través de Anatolia, en una condición tanto como de guía como de agente imperial encargado de asegurarse de que los territorios capturados revirtiesen al control del Imperio. Tras dejar Nicea, los cruzados se dividieron en dos grupos. Tatikios acompañó a los normandos comandados por Bohemundo de Tarento, su sobrino Tancredo de Galilea y Roberto II de Normandía, y a las tropas procedentes de Flandes, que a su vez estaban dirigidas por Roberto II de Flandes. El Gesta Francorum indica que en frecuentes ocasiones Tatikios advirtió a los cruzados de la ferocidad de los turcos.
Durante el sitio de Antioquía, Raimundo de Aguilers escribe que aconsejó a los cruzados que se dispersasen y capturasen todo el territorio circundante antes de atacar la propia ciudad, lo que les ayudaría a evitar sufrir hambre. Sin embargo, su recomendación fue ignorada. En febrero de 1098 dejó el asedio y, según Ana Comnena, quien posiblemente habló personalmente con Tatikios o tuvo acceso a sus informes, parece que recibió noticias de Bohemundo de que el resto de cruzados no confiaban en él, y que amenazaban con acabar con su vida. Bohemundo, por otro lado, aprovechó para extender el rumor de que Tatikios era un cobarde y un traidor, y que había huido sin intención de retornar a pesar de sus promesas de volver con refuerzos de Constantinopla. Este relato es el que se recoge en las crónicas de los cruzados, que se refieren a él como un gran enemigo y un mentiroso (el Gesta Francorum hace referencia a él como periurio manet et manebit). El relato de Ana, por su parte, puede estar influenciado por sus profundos prejuicios contra Bohemundo, un acérrimo enemigo de su padre.
En abril de 1099, Tatikios y un mercenario normando llamado Landulfo fueron ascendidos al cargo de almirante y recibieron el control de una flota cuya misión era hacer frente a una armada procedente de Pisa para ayudar a los cruzados, quienes a su vez estaban dedicándose al pillaje en las costas del Imperio. Su flota, equipada con el fuego griego, recorrió las costas de Cilicia y de Siria, y acabó enfrentándose con los pisanos y, más tarde, también con los genoveses.

## Semblante y carácter
Los cronistas cruzados mencionan que Tatikios tenía la nariz mutilada. Este tipo de mutilación en la cara era un castigo común en el Imperio bizantino que se solía imponer sobre los traidores, si bien no parece que sea el caso que nos ocupa. Según Guibert de Nogent, Tatikios tenía una prótesis de oro reemplazando a la nariz perdida. Por su parte, y al contrario de las opiniones de los cruzados, Ana le describe como "un luchador valiente, capaz de mantener la cabeza fría en condiciones de combate", y como "un orador inteligente y un poderoso hombre de acción." Ana también cuenta una historia en la que Tatikios y Alejo estaban jugando al polo cuando el general fue descabalgado y cayó encima del emperador. Alejo se hirió una rodilla en el incidente, y más tarde sufrió gota. Ana no menciona la fecha del incidente, sino que es una nota en su relato de las campañas de Alejo contra los turcos de alrededor del año 1100.